# Акокантера
Акокантера (лат. Acokanthera) — род растений семейства Кутровые (Apocynaceae), распространённых в Африке и Аравии.

## Особенности строения
Небольшие вечнозелёные деревья или кустарники. Листья крупные, супротивные, обычно сидячие или на коротких черешках, с ровным краем и заостренным кончиком. Повреждение растения ведёт к выделению большого количества белого латекса.

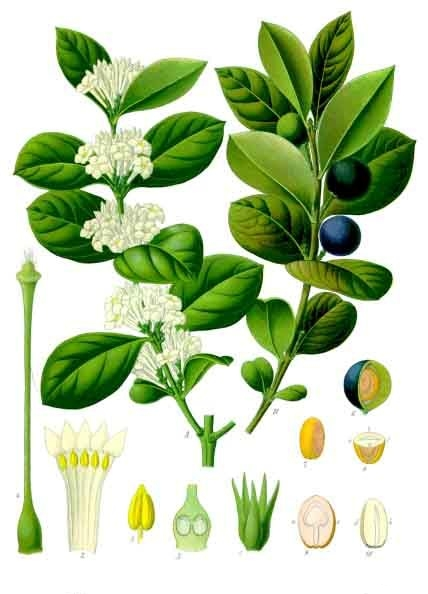
Акокантера абиссинская.

Цветки полусидячие, собраны в кисти, развивающиеся в пазухах листьев, издают сладкий запах. Чашечка маленькая, без желёз внутри. Венчик трубчатый, белого или розового цвета, слегка расширен вблизи устья. Тычинки растут в расширенной части трубки венчика, пыльники от овальных до продолговатых. Завязь одна, двухкамерная, по одной завязи в камере. Столбик нитевидный, рыльце пестика цилиндрическое или короткоконическое. Плод с губчатой мякотью напоминает небольшую сливу и при созревании приобретает окраску от красноватой до пурпурно-чёрной, содержит одно или два семени. Эндосперм твёрдый, семядоли широкоовальные или близкие к сердцевидным.

## Использование
Популярное комнатное цветущее растение, также выведены пестролистные (вариегатные) формы. В Калифорнии, реже во Флориде и на Гавайях используется в качестве живой изгороди.
Растение медленно растущее, светолюбивое, предпочитает рыхлую питательную земляную смесь. Не выносит пересыхания почвы, любит влажный воздух. Размножается семенами и черенками, которые укореняются в субстрате. Укоренение черенков происходит очень медленно, часто черенки не укореняются.

## Ядовитые свойства
Растения этого рода содержат сердечные гликозиды (уабаин, акокантерин), напоминающие яд наперстянки, чем определяются их ядовитые свойства. Известно о использовании сока растений некоторыми племенами для обработки наконечников стрел, в том числе для охоты на слонов. Яд растения, полученный путём вываривания, смешивается с ядом змей или трупным ядом. Отсюда названия растения: «ядовитый куст бушменов», «бушменский яд». Мякоть плодов содержит лишь следовые количества ядов и считается съедобной. Концентрация ядов в семенах наиболее высока, но они также есть во всех частях растения, в том числе в древесине.
Отравление характеризуется латентным периодом различной продолжительности, в зависимости от дозы яда. Домашние животные, отравившиеся ядом растения, могут погибнуть через 1-2 часа. Симптомы отравления сходны с отравлением ядом наперстянки. Наблюдалось отравление ядом растения крупного и мелкого рогатого скота, ослов, страусов. Растения считаются сильными аллергенами, раздражают кожу, глаза и дыхательные пути. Африканский косматый хомяк Lophiomys imhausi использует яд растения для самозащиты: грызун разжёвывает кору растения и втирает яд себе в шерсть, где он удерживается долгое время благодаря структуре волос.

## Таксономия
Acokanthera G.Don,  A General History of the Dichlamydeous Plants, 4: 485. 1838.

### Синоним
- Toxicophlaea Harv., London Journal of Botany 1: 24. 1842.

### Виды
По информации базы данных The Plant List, род включает 5 видов:
- Acokanthera laevigata Kupicha
- Acokanthera oblongifolia (Hochst.) Codd — Акокантера длиннолистная[7]
- Acokanthera oppositifolia (Lam.) Codd — Акокантера ядовитая[8]
- Acokanthera rotundata (Codd) Kupicha
- Acokanthera schimperi (A.DC.) Benth. & Hook.f. ex Schweinf. — Акокантера абиссинская